# Inflacja budżetowa
Inflacja budżetowa – inflacja generowana przez nadmierny wzrost wydatków rządu, niemający pokrycia w dochodach budżetu. Synonimem inflacji budżetowej jest inflacja skarbowa, emisyjna, rządowa.
Konsekwencje inflacji budżetowej:
Wzrost cen i kosztów życia: Inflacja budżetowa powoduje wzrost cen podstawowych produktów, takich jak żywność i paliwo. W rezultacie koszty życia rosną, co zmniejsza siłę nabywczą obywateli.
Spadek siły nabywczej pieniądza: W miarę wzrostu inflacji, wartość pieniądza maleje. Za tę samą kwotę można kupić mniej dóbr i usług, co negatywnie wpływa na oszczędności i inwestycje.
Zniekształcenia w alokacji zasobów gospodarczych: Zasoby, takie jak kapitał, praca i surowce, nie są wykorzystywane w najbardziej efektywny sposób. W kontekście inflacji budżetowej, takie zniekształcenia mogą wystąpić z kilku powodów:
1. Niepewność gospodarcza: Wysoka inflacja może prowadzić do niepewności co do przyszłych kosztów i zysków, co zniechęca przedsiębiorstwa do inwestowania w długoterminowe projekty. W rezultacie, zasoby mogą być alokowane w mniej produktywne lub bardziej ryzykowne przedsięwzięcia[3].
2. Wzrost kosztów: Inflacja zwiększa koszty produkcji, co może skłaniać firmy do ograniczania działalności lub przenoszenia zasobów do sektorów mniej dotkniętych inflacją, nawet jeśli nie są one najbardziej efektywne[4].
3. Zniekształcenie sygnałów cenowych: Inflacja może zniekształcać sygnały cenowe, które są kluczowe dla podejmowania decyzji gospodarczych. Przedsiębiorstwa mogą mieć trudności z oceną rzeczywistego popytu i podaży, co prowadzi do nieoptymalnych decyzji inwestycyjnych.
4. Ograniczenie inwestycji: Wysoka inflacja może prowadzić do wyższych stóp procentowych, co zwiększa koszty kredytów i ogranicza dostępność kapitału dla inwestycji. To z kolei może prowadzić do niedoinwestowania w kluczowe sektory gospodarki[5].

Spadek inwestycji i wzrost bezrobocia: Inflacja zwiększa koszty surowców, energii i pracy. Wyższe koszty produkcji mogą zmniejszać marże zysku, co zniechęca przedsiębiorstwa do inwestowania w rozwój.
Naruszenie równowagi budżetowej i stabilności finansowej państwa:Inflacja budżetowa może prowadzić do wzrostu kosztów obsługi długu publicznego, co zwiększa deficyt budżetowy i zadłużenie państwa. Może to również skutkować utratą wiarygodności na rynkach finansowych.